# قلندر (اهر)
قلندر یکی از روستاهای استان آذربایجان شرقی است که در دهستان اوچ‌هاچا بخش مرکزی شهرستان اهر واقع شده‌است.این روستا ۶۵۰ نفر جمعیت دارد.